# マダガスカル議会
マダガスカル議会（マダガスカルぎかい、マダガスカル語: Antenimieran'i Madagasikara、フランス語: Parlement de Madagascar）は、マダガスカルの立法府である。

## 概要
上院に相当する元老院と下院に相当する国民議会の両院で構成する。